# Nicaragua en los Juegos Paralímpicos de Río de Janeiro 2016
Nicaragua estuvo representada en los Juegos Paralímpicos de Río de Janeiro 2016 por tres deportistas, dos hombres y una mujer. El equipo paralímpico nicaragüense no obtuvo ninguna medalla en estos Juegos.